# Exocannibalisme

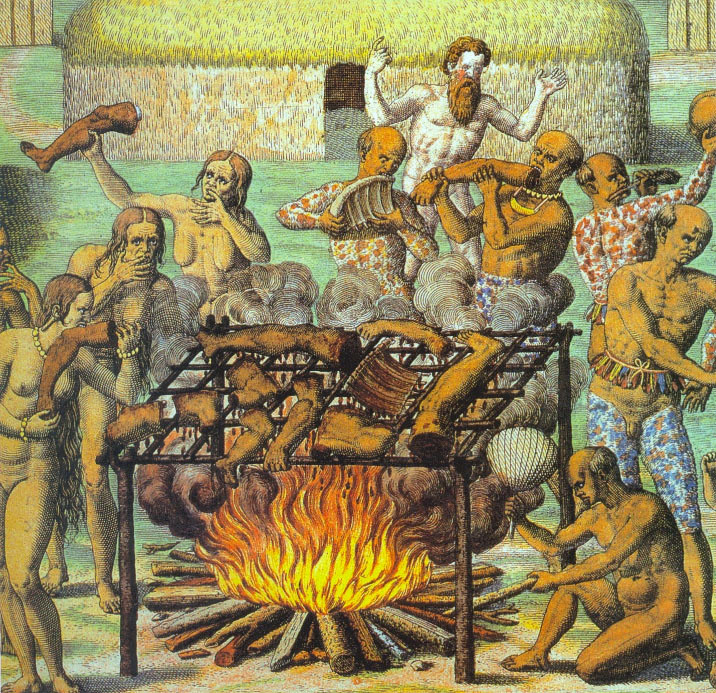
Illustration montrant Hans Staden (barbu, en arrière-plan) observant les Indiens Tupinambá pratiquer le cannibalisme dans un village situé entre l'actuel Bertioga et Rio de Janeiro, au Brésil, en 1557.

L'exocannibalisme est une forme d'anthropophagie qui consiste à consommer des étrangers, par exemple des prises de guerre. On l'oppose à l’endocannibalisme, fait de manger des membres de son propre groupe. Lorsque effectué rituellement, l'exocannibalisme est associé à un moyen de s'imprégner des qualités valorisées de la victime ou à un acte de violence finale contre le défunt dans le cas de la sociopathie, ainsi qu'à une expression symbolique de la domination d'un ennemi en situation de guerre.
Historiquement, il a également été utilisé comme une opportunité pratique dans une guerre d'usure ou de guérilla particulièrement désespérée lorsque la faim extrême et l'abondance d'humains tués coïncident pour créer des conditions propices au cannibalisme. Certains considéraient la pratique de l'exocannibalisme comme un acte de prédation liant l'action à davantage un scénario de proie contre prédateur qu'à une signification cérémonielle. Ce procédé rituel a également été historiquement considéré comme un moyen d'acquérir la force et la capacité d'un ennemi vaincu.

## Étymologie
Le mot "Exocannibalisme" est composé de deux parties : exo'- et cannibalisme.
Le grec exo- signifie "de l'extérieur".
Cannibalisme vient de cannibale. Le substantif,, « cannibale » est un emprunt,,, par l'intermédiaire de l'italien cannibale et du latin, à l'espagnol caníbal qui provient du mot caniba ou cariba utilisé par les Taïnos que Christophe Colomb a rencontrés lors de son premier séjour sur Hispaniola. Le mot caraïbe est alors employé pour désigner les autochtones des Petites Antilles mais aussi les anthropophages du Nouveau Monde, avant de se répandre en Europe et de prendre la forme « cannibale » dans le sens de « sauvage » mangeur d'homme, l'horreur se cristallisant sur ce terme alors que celui d'anthropophagie était déjà utilisé, cannibalisme signifiant dès lors "qui mange des humains".

## Pratique culturelle
Le cannibalisme est quelque chose qui a été trouvé partout et à chaque fois que les humains ont formé des sociétés. Traditionnellement, les récits de cannibalisme étaient incrustés dans les mythes et le folklore en tant que motif commun indiquant que les gens n'étaient pas pleinement humains. L'exocannibalisme, sous sa forme de manger des ennemis, est généralement fait pour exprimer l'hostilité et la domination envers la victime. L'agresseur mange sa victime pour lui infliger l'indignité et l'humiliation ultime. Il a également été pratiqué avec la chasse aux têtes et le scalping pour afficher les trophées de guerre. John Kantner, un archéologue qui a étudié le cannibalisme présumé dans le sud-ouest américain, estime que lorsque les ressources diminuent, la concurrence des sociétés augmente et l'exocannibalisme peut s'ensuivre[réf. nécessaire]. Ce type d'anthropophagie serait généralement considéré comme le contraire de l'endocannibalisme, mais ce sont deux formes de cannibalisme rituel. Il n'y a eu aucun récit antérieur d'une culture pratiquant les deux formes de cannibalisme rituel, à part une étude récente qui a confirmé que les Wari', une tribu amazonienne au Brésil, pratiquaient les deux formes.

## Liste des cultures connues pour exocannibalisme
- Afrique
  - Lendu
- Asie
  - Batak
  - Dyak
- Amerique du nord
  - Iroquois
  - Nootkas (Nootka)
  - Anasazis
  - Aztèques
- Amerique du sud
  - Tupinamba
  - Wari' (en)
- Océanie
  - Marquisiens
  - Mian (en)
  - Asmat
  - Fidjiens
  - Maoris

### Wari'
Le peuple Wariʼ d'Amérique du Sud est connu pour sa pratique à la fois de l'endocannibalisme et de l'exocannibalisme. L'endocannibalisme avait la capacité de servir de forme de reconnaissance et de respect pour les morts. L'exocannibalisme, en revanche, faisait partie de la guerre. Les Wariʼ avaient des motivations très différentes pour lesquelles ils pratiquaient chacun de ces modes de cannibalisme, mais les deux formes avaient les mêmes étapes de base consistant à rôtir de la chair ou des os, puis à les manger. Les guerriers wariʼ tuaient des ennemis tels que les Brésiliens, les Boliviens et les membres des tribus ennemies. Les Wariʼ ont consommé ces ennemis pour les transformer en une forme de proie. Ils considéraient le cannibalisme de guerre comme une forme de prédation ou de chasse. Ils ont utilisé l'exocannibalisme comme moyen de qualifier leurs ennemis de sous-humains et de rendre leur chair aussi insignifiante que celle de tout autre animal généralement tué pour se nourrir. Cette pratique de cannibalisme a été poursuivie par le peuple Wariʼ jusque dans les années 1960.

### Fidjiens
Les habitants des îles Fidji sont également documentés comme ayant utilisé l'exocannibalisme en tant que forme de comportement rituel, bien que l'histoire de ce fait soit généralement cachée par la modification européenne. Dans les légendes fidjiennes, le développement de l'île était dû à un dieu qui a apporté avec lui le cannibalisme et la guerre. Lorsqu'il est arrivé sur l'île, il s'est ensuite marié dans une seule famille indigène. Cette famille a ensuite peuplé l'île. Cette légende ainsi que le cannibalisme se sont poursuivis dans la réalité du peuple fidjien. En temps de guerre, les chefs pouvaient choisir parmi les guerriers et les soldats tués, à la recherche des plus célèbres d'entre eux. Le reste des soldats tués que le chef ne voulait pas serait consommé par le reste du peuple. Cette forme de consommation des morts n'était pas par nécessité mais servait plutôt de moyen d'affirmer leur pouvoir sur un peuple conquis. La consommation de chair humaine n'était pas considérée comme un tabou, mais plutôt comme un acte de dîner avec les dieux ou de manger de la nourriture des dieux,. En plus de consommer la chair pour montrer sa domination sur les ennemis tués, le cannibalisme faisait également partie des rituels politiques et religieux pratiqués par le peuple fidjien. Le cannibalisme a persisté dans la culture fidjienne en raison des croyances culturelles la concernant.